# Segersöns naturreservat
Segersöns naturreservat är ett naturreservat i Strängnäs kommun i Södermanlands län.
Området är naturskyddat sedan 2025 och är 179 hektar stort. Reservatet omfattar ön med detta namn och några småöar omkring i Mälaren och består av ädellövskog och beteshagar.